# Weiler (Königsfeld im Schwarzwald)
Weiler ist ein Ortsteil der Gemeinde Königsfeld im Schwarzwald im Schwarzwald-Baar-Kreis in Baden-Württemberg.

## Wappen
|  | Blasonierung: „In Blau drei (2:1) goldene Garben“ |
|  |                                                   |

## Geographie
Burgberg liegt am Ostabhang des Schwarzwaldes 6 km nordöstlich von Königsfeld im Schwarzwald.
Es ist eine kleine straßendorfartige Anlage mit kurzen Querwegen.

## Geschichte
Weiler wurde vor 1132 als ad superiorem Wilare erstmals im Güterbeschrieb des Klosters St. Peter erwähnt. 1280 trat St. Georgen mit Besitz im Ort auf. Im Jahr 1308 verkauften die von Burgberg einen Hof in Weiler an das Villinger Kloster Neuhausen.
1445 verkaufte der Rottweiler Patrizier Bernhard Haugg seine von Fürstenberg herrührenden Lehen, u. a. Weiler, an Graf Ludwig von Württemberg. Heinrich Haugg überließ im Jahr 1452 seine Hälfte an Vogtei und Gericht ebenfalls in Württemberg. Weiler blieb bis zum Übergang an Baden im Grenzvertrag zwischen Württemberg und Baden 1810 beim württembergischen Oberamt Hornberg.
1973 wurde es in die Gemeinde Königsfeld im Schwarzwald eingemeindet.

## Verwaltung
Zu Weiler gehören die Wohnplätze Dörnen, Gaisbrunnen, Kirchenmoos und Lerchenfeld.